# ناحية المنصورة
ناحية المنصورة إحدى نواحي سوريا تتبع إداريّاً لمحافظة الرقة منطقة الطبقة ومركزها بلدة المنصورة، بلغ تعداد سكان الناحية 58,727 نسمة حسب التعداد السكاني لعام 2004.

## بلدات وقرى ناحية المنصورة
(الذراعة)أبو هريرة، أبو كبيع غربي، بئر أبو كبرى، بئر إنباج، بئر هدلة، بئر خطاب، دبسي عفنان، دبسي فرج، غزالة شرقية، الزملة الشرقية، العميرات، فخيخة، الغماميز، الهورة، جعيدين، الكرادي، الكرين، مدحير، المنصورة، مشرفة الصعب، المطلة، المزرعة ، معيزيلة، الرابية، رمثان، السالمية، الصفصافة، شعيب الذكر، التويم، البورجب، الخزناوي، السلام، الفجر، الكحيط، الكدور، المشيرفة المنصورة، الوادي، بئر الجلات، بئر السدران، بئر سعيد العلو، جب الغولي، حريبة كيار، خويمان، رجم الغزال، عطشان الرصافة، غزالة غربية، قرطبه، معيزيلة جنوبية.